# Tecnologia immaginaria

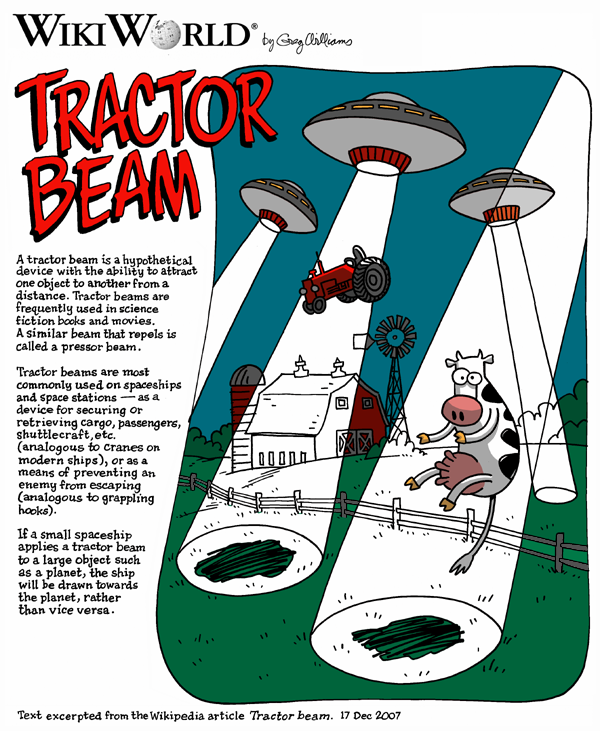
Il raggio traente

Una pistola a raggi, come rappresentata in molte opere della fantascienza degli anni d'oro

La tecnologia immaginaria è proposta o descritta in diversi differenti contesti e per varie ragioni differenti:
- L'ingegneria esplorativa cerca di identificare se una tecnologia futura può essere progettata in dettaglio, e simulata anche se non può essere ancora costruita; questo è spesso un prerequisito per il capitale di rischio o per l'investigazione nella ricerca sulle armi.
- La propaganda pro-tecnologia enfatizza spesso l'ipotetico potenziale di una specifica tecnologia, allo scopo di stimolare investimenti in essa, o in una contro-tecnologia. Questa è una motivazione diffusa in qualsiasi società dominata da un complesso militare-industriale come l'impero britannico del XIX secolo o gli Stati Uniti d'America del XX secolo

(Si veda anche: militarismo, escalation tecnologica, corsa agli armamenti)
- Nella pubblicità, che enfatizza un qualche meraviglioso potenziale di fantomatica tecnologia che sia "in sviluppo" (solitamente senza nessuna data di uscita prevista), fatte da compagnie che cercano semplicemente di presentarsi come concorrenti di una data tecnologia

(Si veda anche: vaporware, tecnologia della persuasione)
- Nella fantascienza, che esplora l'impatto sociale, politico o personale di una tecnologia attraverso la narrativa.

Alcuni esempi di tecnologie immaginarie:
- Assemblatore molecolare
- Laboratorio chimico fisico trasportabile MALP di Stargate
- Oggetti più grandi all'interno, come il Tardis di Doctor Who
- Produzione di energia con macchina del moto perpetuo (che viola il secondo principio della termodinamica)
- Rigenerazione fisica con sarcofago Stargate
- Traduttore universale
- Televisione con macchina dei sogni
- Teletrasporto (o portale)
- Teletrasporto con dispositivo Star Trek
- Teletrasporto con dispositivo Stargate
- Teletrasporto con dispositivi alieni di Stargate
- Trasporto con macchina del tempo
- Trasporto con propulsione più veloce della luce
- Trasporto con raggio traente
- Trasporto con veicolo antigravità
- Trapianto di cervello
- Trasferimento mentale

Molte tecnologie sono rimaste immaginarie per un buon periodo di tempo, prima che diventassero realtà. Alcuni esempi:
- Aereo invisibile alle onde radar
- Arma da difesa con corrente elettrica (taser)
- Arma da stordimento acustico (Long Range Acoustic Device)
- Arma da stordimento acustico e accecamento temporaneo (granata stordente)
- Televisione non invasiva all'interno del corpo umano (body scanner)
- Arma di distruzione di massa (bomba atomica)
- Rigenerazione di animali e piante (clonazione)
- Rigenerazione del corpo umano (clonazione umana)
- Laboratorio fisico chimico trasportabile su Marte (Mars)
- Laboratorio di esplorazione automatica su Marte (Spirit)
- Laboratorio fotografico automatico (Viking 1)
- Generazione di nuovi animali e piante (ingegneria genetica)
- Ipertesto: nuovo tipo di libro diffusosi largamente con il World Wide Web
- Navigatore satellitare
- Scansione casalinga di una fotografia, zoom e stampa, a comando vocale (da Blade Runner)
- Sottomarino
- Sistemi esperti (intelligenza artificiale)
- Telefono cellulare
- Televisione
- Videochiamata
- Zaino a razzo (jet pack o rocket pack)

Ci sono anche tecnologie che si sono dimostrate senza dubbio costruibili, ma non pratiche considerate le alternative odierne, vale a dire che esiste una tecnologia più appropriata per il dato compito:
- Arma ad antimateria: con la tecnologia attuale, non si può produrre antimateria in quantità sufficiente per usarla nelle armi;
- Arma con raggio della morte: è  infatti più semplice uccidere un individuo in altro modo;
- Robot tuttofare: i robot specializzati sono invece largamente impiegati nell'industria;
- Zaino a reazione o jet pack: mentre gli zaini a razzo sono utili nello spazio, quelli a reazione sono utili solo nell'atmosfera, dove ci sono mezzi migliori e più comodi per spostarsi che non sopportano peso sulla schiena.